# جيليان أوسوليفان
جيليان أوسوليفان (بالإنجليزية: Gillian O'Sullivan)‏ هي منافسة ألعاب القوى أيرلندية، ولدت في 21 أغسطس 1976 في كيلارني ‏ في جمهورية أيرلندا.

## وصلات خارجية
- جيليان أوسوليفان على موقع الاتحاد الدولي لألعاب القوى (الإنجليزية)
- جيليان أوسوليفان على موقع اللجنة الأولمبية الدولية (الإنجليزية)
- جيليان أوسوليفان على موقع أوليمبيديا (الإنجليزية)